# 남강초등학교 (강원)
남강초등학교는 대한민국 강원특별자치도 강릉시에 있는 공립 초등학교이다.

## 학교 연혁
- 1987.03.01 남강초등학교 개교(21학급)
- 1987.06.12 개교 기념식 거행
- 2002.03.01 남강 병설유치원 개원(1학급)
- 2014.03.01 제11대 최광순 교장 부임
- 2015.02.13 제28회 졸업식 거행(61명) 누계 5,024명
- 2015.03.01 2015학년도 11학급 편성

## 참고 자료
- 남강초등학교 - 한국교육학술정보원 학교알리미